# Tilman Schlömp
Tilman Schlömp (* 1965 in Gießen) ist ein deutscher Kultur- und Musikmanager.

## Biografie
Schlömp studierte Musikwissenschaft in Hamburg, Münster und Mainz. Er promovierte über die Operntrilogie L'Orfeide von Gian Francesco Malipiero. Von 2000 bis 2005 war er Leiter der Dramaturgie und Öffentlichkeitsarbeit am Konzerthaus Dortmund. 2005 wechselte er als Leiter des Künstlerischen Betriebs zum Beethovenfest nach Bonn. 2017 übernahm er als Intendant die Leitung des Festivals Kissinger Sommer. Bereits 2016 übernahm er die Intendanz des Klavier-Wettbewerbs Kissinger Klavierolymp. Sein Vertrag lief mit dem Kissinger Sommer 2021 aus. Parallel zu seiner letzten Spielzeit in Bad Kissingen übernahm er bereits im Februar 2021 beim Deutschen Musikrat in Bonn die Programmleitung für den Bereich Landmusik. Ziel ist die Förderung der kulturellen Entwicklung im ländlichen Raum. Im Januar 2023 wurde er Generalsekretär des Landesmusikrates Niedersachsen.